# André Pézard
André Pézard, (Parijs, 22 juni 1893 - Brantes (Vaucluse), 26 augustus 1984) was een Franse hoogleraar en vertaler.
Pézard vertaalde de Divina Commedia van Dante Alighieri uit het Italiaans naar het Frans. Daarnaast is hij de schrijver van het boek Dante sous la pluie de feu (1950), waarin hij de opvatting uiteenzette dat Brunetto Latini niet homoseksueel was. Deze "pluie de feu" (vuurregen) komt voor in Canto XV van het Inferno waar Latini "verbleef".

## Titel
- Dante sous la pluie de feu, Librairie philosophique, Parijs 1950